# Bataille de Mulhouse (1914)
Première Guerre mondiale
Batailles
Front d'Europe de l’Ouest
- Liège (8-1914)
- Namur (8-1914)
- Frontières (8-1914)
- Anvers (9-1914)
- Grande Retraite (9-1914)
- Marne (9-1914)
- Course à la mer (9-1914)
- Yser (10-1914)
- Messines (10-1914)
- Ypres (10-1914)
- Givenchy (12-1914)
- 1re Champagne (12-1914)
- Hartmannswillerkopf (1-1915)
- Neuve-Chapelle (3-1915)
- 2e Ypres (4-1915)
- Colline 60 (4-1915)
- Artois (5-1915)
- Festubert (5-1915)
- Quennevières (6-1915)
- Linge (7-1915)
- 2e Artois (9-1915)
- 2e Champagne (9-1915)
- Loos (9-1915)
- Verdun (2-1916)
- Redoute Hohenzollern (3-1916)
- Hulluch (4-1916)
- 1re Somme (7-1916)
- Fromelles (7-1916)
- Arras (4-1917)
- Vimy (4-1917)
- Chemin des Dames (4-1917)
- 3e Champagne (4-1917)
- 2e Messines (6-1917)
- Passchendaele (7-1917)
- Cote 70 (8-1917)
- 2e Verdun (8-1917)
- Malmaison (10-1917)
- Cambrai (11-1917)
- Bombardements de Paris (1-1918)
- Offensive du Printemps (3-1918)
- Lys (4-1918)
- Aisne (5-1918)
- Bois Belleau (6-1918)
- 2e Marne (7-1918)
- 4e Champagne (7-1918)
- Château-Thierry (7-1918)
- Le Hamel (7-1918)
- Amiens (8-1918)
- Cent-Jours (8-1918)
- 2e Somme (9-1918)
- Bataille de la ligne Hindenburg
- Meuse-Argonne (10-1918)
- Cambrai (10-1918)

Front italien
Front d'Europe de l’Est
Front des Balkans
Front du Moyen-Orient
Front africain
Bataille de l'Atlantique
La bataille de Mulhouse est une bataille du début de la Première Guerre mondiale. Elle se déroule en deux temps :  du 7 au 10 août 1914 puis le 19 août 1914, entre la 1re Armée française et la VIIe Armée allemande. Elle s'inscrit dans le Plan XVII, qui prévoyait une offensive française en Alsace et en Moselle, afin de reprendre ces deux régions perdues après la guerre franco-prussienne de 1870.

## Forces en présence
La force française sous le commandement du général Louis Bonneau se compose du 7e corps d'Armée, des 14e et 41e divisions d'infanterie, renforcés par une brigade de la 57e division de réserve de Belfort et par la 8e division de cavalerie. Ces troupes sont impliquées dans la plus grande offensive française en Alsace-Lorraine prévue par le Plan XVII.
Du côté allemand, le XIVe corps d'armée et XVe corps d'armée de la VIIe armée sous le commandement du général von Heeringen s'opposent à l'avance française.

## Première bataille de Mulhouse (du 7 au10 août 1914)
Dans la matinée du 7 août, l'armée française s'empare de la ville d'Altkirch et se déplace vers le nord le jour suivant, gagnant le contrôle de Mulhouse grâce à un repli stratégique des Allemands. Le succès rapide de cette offensive est largement célébré à Paris.
Avec l'arrivée de réserves allemandes de Strasbourg, les Allemands montent une contre-attaque dans la matinée du 9 août à proximité de Cernay. Le général Koschenbart mène cette contre-attaque ; il est tué à la tête de ses troupes.
En l'absence de réserves et incapable de monter une défense concentrée, le général Bonneau commence un retrait lent le même jour. Les Français sont contraints d'évacuer Mulhouse, deux jours seulement après l'avoir prise. Le général Joffre, commandant des armées françaises, envoie une division de réserve en renfort qui arrive trop tard pour sauver la ville. Le 10 août, afin d'échapper à l'encerclement allemand, le général Bonneau replie ses troupes vers Belfort.

## Deuxième bataille de Mulhouse (le19 août 1914)
Le 19 août, une nouvelle attaque française entraîne à nouveau d'importants affrontements dans le quartier de Dornach à Mulhouse. Une brève reprise de la ville par les Français aboutit finalement à un nouveau repli le 25 août 1914.
La mémoire de ces affrontements violents, dénommés « bataille de Dornach » ou parfois « deuxième bataille de Mulhouse », est restée notamment dans des odonymes locaux (« Rue du 19-Août »), à Flaxlanden et Zillisheim

## Conséquences
Le retrait du général Bonneau à Belfort est vu à la fois comme une humiliation réelle et symbolique par le général Joffre, sa réponse est immédiate. À la suite de la retraite, le général Bonneau est relevé de son commandement pour son manque d'agressivité.
Reconnaissant le nombre élevé de pertes, le général Joffre ajoute quatre divisions de l'Armée d'Alsace, dans le secteur placé sous le commandement du général Pau.